# Danh sách quốc gia Nam Mỹ

Bản đồ Nam Mỹ

Bài viết này cung cấp thông tin về các quốc gia và thuộc địa Nam Mỹ, bao gồm thủ đô, ngôn ngữ chính thức, tiền tệ, dân số, diện tích và GDP theo đầu người tính bằng PPP. Danh sách gồm 13 quốc gia và 1 thuộc địa dựa vào hệ thống Lược đồ châu Mỹ của Liên Hợp Quốc.
Nam Mỹ được bao bọc bởi Thái Bình Dương ở phía Tây, phía Đông và Bắc là Đại Tây Dương. Bắc Mỹ cùng vùng biển Caribbe nằm ở hướng Tây Bắc. Tổng diện tích toàn lục địa này ước tính khoảng 17.840.000 km² (6.890.000 dặm vuông), chiếm gần 3,5% bề mặt Trái Đất và xếp thứ 4 về mặt diện tích và thứ 5 về dân số so với các lục địa còn lại. Tính đến năm 2008, dân số đã vượt 380 triệu, theo ước đoán trong The World Factbook.

## Quốc gia và thuộc địa
| Quốc gia                    | Tên đầy đủ                     | Quốc kỳ           | Chính thể                                            | Thủ đô          | Quốc ngữ                     | Ghi chú       |
| --------------------------- | ------------------------------ | ----------------- | ---------------------------------------------------- | --------------- | ---------------------------- | ------------- |
| Argentina                   | Cộng hòa Agentina              | Argentina         | Cộng hòa liên bang tổng thống chế                    | Buenos Aires    | Tây Ban Nha                  | [ 3 ] [ 4 ]   |
| Venezuela                   | Cộng hòa Bolivariana Venezuela | Venezuela         | Cộng hòa liên bang tổng thống chế                    | Caracas         | Tây Ban Nha[H]               | [ 5 ]         |
| Brasil                      | Cộng hòa Liên bang Brasil      | Brasil            | Cộng hòa liên bang tổng thống chế                    | Brasília        | Bồ Đào Nha                   | [ 6 ]         |
| Bolivia                     | Nhà nước Đa dân tộc Bolivia    | Bolivia           | Cộng hòa                                             | La Paz [B]      | Tây Ban Nha, Quechua, Aymara | [ 7 ]         |
| Chile                       | Cộng hòa Chile                 | Chile             | Cộng hòa                                             | Santiago[C]     | Tây Ban Nha                  | [ 9 ]         |
| Colombia                    | Cộng hòa Colombia              | Colombia          | Cộng hòa tổng thống chế                              | Bogotá          | Tây Ban Nha                  | [ 10 ]        |
| Ecuador                     | Cộng hòa Ecuador               | Ecuador           | Cộng hòa tổng thống chế                              | Quito           | Tây Ban Nha                  | [ 11 ]        |
| Guyana                      | Cộng hòa Hợp tác Guyana        | Guyana            | Cộng hòa tổng thống chế                              | Georgetown      | Anh                          | [ 12 ] [ 13 ] |
| Peru                        | Cộng hòa Peru                  | Perú              | Cộng hòa tổng thống chế                              | Lima            | Tây Ban Nha, Quechua[G]      | [ 14 ] [ 15 ] |
| Quần đảo Falkland (UK)      | Quần đảo Falkland              | Quần đảo Falkland | Lãnh thổ của Liên hiệp Vương quốc Anh và Bắc Ireland | Stanley         | Anh                          | [ 16 ]        |
| Guyane thuộc Pháp (Pháp)[D] | Cộng hòa (Guyane) thuộc Pháp   | Pháp              | Cộng hòa bán tổng thống chế                          | Cayenne (Paris) | Pháp                         | [ 18 ] [ 19 ] |
| Paraguay                    | Cộng hòa Paraguay              | Paraguay          | Cộng hòa lập hiến tổng thống chế                     | Asunción        | Tây Ban Nha, Guaraní         | [ 20 ] [ 21 ] |
| Suriname                    | Cộng hòa Suriname              | Suriname          | Dân chủ tự do                                        | Paramaribo      | Hà Lan                       | [ 22 ]        |
| Uruguay                     | Cộng hòa Đông Uruguay          | Uruguay           | Cộng hòa lập hiến                                    | Montevideo      | Tây Ban Nha                  | [ 23 ]        |

## Địa lý và dân số
| Quốc gia                    | Diện tích                     | Dân số (tháng 7/2008)    | Bản đồ | Ghi chú       |
| --------------------------- | ----------------------------- | ------------------------ | ------ | ------------- |
| Brasil                      | 8.511.965 km² (3.286.488 mi²) | 191.908.598              |        | [ 6 ]         |
| Argentina                   | 2.766.890 km² (1.068.302 mi²) | 40.677.348               |        | [ 3 ]         |
| Colombia                    | 1.138.910 km² (439.736 mi²)   | 45.013.674               |        | [ 10 ]        |
| Peru                        | 1.285.220 km² (496.226 mi²)   | 29.180.899               |        | [ 14 ]        |
| Bolivia                     | 1.098.580 km² (424.164 mi²)   | 9.247.816                |        | [ 7 ]         |
| Venezuela                   | 912.050 km² (352.144 mi²)     | 26.414.815               |        | [ 5 ]         |
| Chile                       | 756.950 km² (292.260 mi²)     | 16.454.143               |        | [ 9 ]         |
| Paraguay                    | 406.750 km² (157.047 mi²)     | 6.831.306                |        | [ 20 ]        |
| Ecuador                     | 283.560 km² (109.483 mi²)     | 13.927.650               |        | [ 11 ]        |
| Guyana                      | 214.999 km² (83.012 mi²)      | 1.165.673                |        | [ 12 ]        |
| Uruguay                     | 176.220 km² (68.039 mi²)      | 3.477.778                |        | [ 23 ]        |
| Surinam                     | 163.270 km² (63.039 mi²)      | 475.996                  |        | [ 22 ]        |
| Guyane thuộc Pháp (Pháp)[D] | 91.000 km² (35.135 mi²)[E]    | 209.000 (Jan. 2007 est.) |        | [ 18 ] [ 19 ] |
| Quần đảo Falkland (UK)      | 12.173 km² (4.700 mi²)        | 3.140                    |        | [ 16 ]        |

## Kinh tế
| Quốc gia                 | Tiền tệ                | GDP (PPP) trên đầu người[A] (theo USD năm 2008) | Notes         |
| ------------------------ | ---------------------- | ----------------------------------------------- | ------------- |
| Quần đảo Falkland (UK)   | Bảng Quần đảo Falkland | $35.400 (2002)                                  | [ 16 ]        |
| Chile                    | Peso Chile             | $14.900                                         | [ 9 ]         |
| Argentina                | Peso Argentina         | $14.200                                         | [ 3 ]         |
| Venezuela                | Bolívar Venezuela      | $13.500                                         | [ 5 ]         |
| Uruguay                  | Peso Uruguay           | $12.200                                         | [ 23 ]        |
| Brasil                   | Real Brasil            | $10.100                                         | [ 6 ]         |
| Colombia                 | Peso Colombia          | $8.900                                          | [ 10 ]        |
| Suriname                 | Đô la Suriname         | $8.900                                          | [ 22 ]        |
| Peru                     | Sol Peru               | $8.400                                          | [ 14 ]        |
| Ecuador                  | Đô la Mỹ               | $7.500                                          | [ 11 ]        |
| Guyane thuộc Pháp (Pháp) | Euro                   | $6.000 (2001)[F]                                | [ 18 ] [ 19 ] |
| Bolivia                  | Boliviano              | $4.500                                          | [ 7 ]         |
| Paraguay                 | Guaraní Paraguay       | $4.200                                          | [ 20 ]        |
| Guyana                   | Đô la Guyane           | $3.900                                          | [ 12 ]        |